# Margareta Båmstedt
Birgit Margareta Båmstedt, född 23 april 1919 i Torsby, död 6 november 2018, var en svensk textilkonstnär, målare, tecknare och grafiker.
Båmstedt studerade vid Gerlesborgsskolan i Bohuslän i olika perioder under åren 1971–1979, samt privata studier för bland annat Maja Sjöberg, Herman Reijers och Paavo Kerovaara samt ett flertal studieresor i utlandet. 
Hennes konst består av expressionistiska landskap, intima blomsterstilleben, människor, ansikten och krokier. Vid sidan av konsten har hon medverkat som författare i boken Skrivare i Värmland. Hon tillhör konstnärsgruppen Gripengruppen och har medverkat i gruppens sommar och vinterutställningar.
Båmstedt är representerad vid Värmlands läns landsting.